# Hadena tenuifasciata
Hadena tenuifasciata är en fjärilsart som beskrevs av Barend J. Lempke 1964. Hadena tenuifasciata ingår i släktet Hadena och familjen nattflyn. Inga underarter finns listade i Catalogue of Life.